# Jan II van Płock
Jan II van Płock (circa 1455 - Płock, 16 februari 1495) was van 1454 tot 1471 hertog van Warschau, van 1462 tot 1471 en van 1475 tot aan zijn dood hertog van Płock en van 1471 tot aan zijn dood hertog van Ciechanów. Hij behoorde tot de Mazovische tak van het huis Piasten.

## Levensloop
Jan II was de achtste en jongste zoon van hertog Bolesław IV van Warschau en de Litouwse prinses Barbara Olelkovna van Sloetsk-Kapyl. Hij werd postuum geboren, omdat zijn vader reeds in september 1454 was overleden. 
Na het overlijden van zijn vader in september 1454 erfden zijn broers Koenraad III Rudy, Casimir III en Bolesław het hertogdom Warschau. Onmiddellijk na zijn geboorte werd Jan II in 1455 ook hertog van Warschau. Wegens hun minderjarigheid werden de vier broers onder het regentschap geplaatst van hun moeder en bisschop Paweł Giżycki van Płock. Hun regentschap eindigde in 1462, toen de oudste broer Koenraad III Rudy volwassen werd verklaard.
Na het overlijden van hertog Wladislaus II van Płock erfden Jan II en zijn broers in 1462 de districten Płock, Płońsk en Zawkrze, terwijl de districten Belz, Rawa en Gostynin door het koninkrijk Polen werd geannexeerd. 
Jan II en zijn broers Casimir III en Bolesław V werden op 3 april 1471 volwassen verklaard, waarna zij en hun oudste broer Koenraad III Rudy hun gezamenlijke domeinen onderling verdeelden. Hierbij kreeg Jan de districten Ciechanów en Łomża. Nadat zijn broer Casimir III in 1475 tot bisschop van Płock werd gewijd, kreeg hij eveneens het bezit over de districten Płock, Płońsk, Zawkrze en Wizna. In 1484 stond zijn broer Bolesław de districten Błonie, Tarczyn en Kamieniec aan hem af en in 1489 kreeg hij van zijn broer Koenraad III Rudy het district Wyszogród toegewezen. Om dit laatste district in bezit te krijgen, moest Jan zijn erfrechten op het hertogdom Warschau afstaan nadat hij na het overlijden van zijn broer Bolesław in 1488 door de burgers van Warschau tot nieuwe heerser was verkozen.
In de buitenlandse politiek werkte Jan II nauw samen met zijn broers, vooral met Bolesław V, en probeerde hij de groeiende invloed van het huis Jagiello tegen te gaan. In 1472 trad Jan toe tot de Duitse Orde, waarmee hij een goede band had.  In 1476 protesteerden Jan en Bolesław V tegen de annexatie van Sochaczew door het koninkrijk Polen. Ze stuurden troepen naar de betwistte stad, maar de Poolse koning had andere plannen en uiteindelijk moesten de Mazovische Piasten hun plannen opbergen.
Na het overlijden van koning Casimir IV van Polen in 1492 droegen de hertogen van Mazovië Jan II voor als kandidaat voor de Poolse troon. Toen hij aankwam in Krakau, was Casimirs zoon Jan I Albrecht echter al verkozen tot de nieuwe koning van Polen.
Jan II van Płock stierf in februari 1495, waarna hij werd bijgezet in de kathedraal van Płock. Hij was ongehuwd en kinderloos gebleven. Zijn onverwachte overlijden veroorzaakte geruchten dat hij vergiftigd zou zijn. Ondanks het verzet van zijn broer Koenraad III Rudy, werden zijn gebieden door Polen geannexeerd.